# Pallavolo Ornavasso
Maillots
Le Pallavolo Ornavasso est un ancien club italien de volley-ball féminin basé à Ornavasso qui a fonctionné de 1995 à 2014.

## Effectifs

### Saison 2014-2015
Entraîneur :  Ettore Guidetti
| No | Nom               | Date de Naissance | Taille | Poids | Nationalité  | Poste                     |
| -- | ----------------- | ----------------- | ------ | ----- | ------------ | ------------------------- |
| ?. | Nikola Šenková    | 10 avril 1989     | 178    |       | Rep. tchèque | Réceptionneuse-attaquante |
| ?. | Paola Paggi       | 6 décembre 1976   | 182    | 72    | Italie       | Centrale                  |
| ?. | Silvia Segalina   | 14 janvier 1990   | 188    |       | Italie       | Centrale                  |
| ?. | Giulia Gibertini  | 30 septembre 1984 | 170    |       | Italie       | Libero                    |
| ?. | Lonneke Slöetjes  | 15 novembre 1990  | 192    | 73    | Pays-Bas     | Attaquante                |
| ?. | Sofia Arimattei   | 17 janvier 1981   | 186    |       | Italie       | Réceptionneuse-attaquante |
| ?. | Ramona Aricò      | 30 octobre 1985   | 185    |       | Italie       | Réceptionneuse-attaquante |
| ?. | Femke Stoltenborg | 30 juillet 1991   | 190    | 77    | Pays-Bas     | Passeuse                  |
| ?. | Hayley Spelman    | 11 juin 1991      | 202    | 84    | États-Unis   | Attaquante                |
| ?. | Arielle Wilson    | 3 janvier 1989    | 191    | 72    | États-Unis   | Centrale                  |